# Amagon
Amagon é uma cidade localizada no estado americano de Arkansas, no Condado de Jackson.

## Demografia
Segundo o censo americano de 2000, a sua população era de 95 habitantes. 
Em 2006, foi estimada uma população de 89, um decréscimo de 6 (-6.3%).

## Geografia
De acordo com o United States Census Bureau, a localidade tem uma área de 0,3 km², sem área coberta por água. Amagon localiza-se a aproximadamente 70 m acima do nível do mar.

## Localidades na vizinhança
O diagrama seguinte representa as localidades num raio de 16 km ao redor de Amagon. 